# Czy mnie jeszcze pamiętasz?
Czy mnie jeszcze pamiętasz? – ostatni album Czesława Niemena nagrany z zespołem Akwarele. Wydany w roku 1969 nakładem wydawnictwa Polskie Nagrania „Muza”.

## Lista utworów
| 1.  | „Wiem, że nie wrócisz” (muz. Czesław Niemen, sł. Jacek Grań)                   | 3:56  |
|     |                                                                                |       |
| 2.  | „Baw się w ciuciubabkę” (muz. Czesław Niemen, sł. Jacek Grań)                  | 3:03  |
|     |                                                                                |       |
| 3.  | „Obok nas” (muz. Wojciech Piętowski, sł. Janusz Odrowąż)                       | 3:16  |
|     |                                                                                |       |
| 4.  | „Nie wiem czy to warto” (muz. Zbigniew Bizoń, sł. Krzysztof Dzikowski)         | 4:16  |
|     |                                                                                |       |
| 5.  | „Przyjdź w taką noc” (muz. Mateusz Święcicki, sł. Krzysztof Dzikowski)         | 2:16  |
|     |                                                                                |       |
| 6.  | „Czy mnie jeszcze pamiętasz?” (muz. Czesław Niemen, sł. Jacek Grań)            | 3:30  |
|     |                                                                                |       |
| 7.  | „Pod Papugami” (muz. Mateusz Święcicki, sł. Bogusław Choiński i Jan Gałkowski) | 3:20  |
|     |                                                                                |       |
| 8.  | „Jeszcze sen” (muz. Czesław Niemen, sł. Marta Bellan)                          | 2:45  |
|     |                                                                                |       |
| 9.  | „Stoję w oknie” (muz. Czesław Niemen, sł. Edward Fiszer)                       | 3:12  |
|     |                                                                                |       |
| 10. | „Czas jak rzeka” (muz. i sł. Czesław Niemen)                                   | 2:38  |
|     |                                                                                |       |
| 11. | „Ach, jakie oczy” (muz. i sł. Czesław Niemen)                                  | 2:32  |
|     |                                                                                |       |
|     |                                                                                | 34:44 |
|     |                                                                                |       |

## Skład zespołu
- Czesław Niemen – śpiew, organy
- Tomasz Jaśkiewicz – gitara
- Ryszard Podgórski – trąbka
- Zbigniew Sztyc – saksofon tenorowy
- Marian Zimiński – fortepian, organy
- Tadeusz Gogosz – gitara basowa
- Tomasz Butowtt – perkusja

## Gościnnie
- Partita – chórek